# Aponia (filosofia)
Aponia (grego antigo: ἀπονία) é um conceito filosófico que significa a ausência de dor, e foi considerado pelos epicuristas ser o ápice do prazer corporal.
Tal como acontece com as outras escolas helenísticas da filosofia, os epicuristas acreditavam que o objetivo da vida humana é a felicidade. Esta era para ser encontrada na tranquilidade de espírito, que resulta da "aponia", a supressão da dor física, e da ataraxia ,  a eliminação de distúrbios mentais. Os epicuristas definem o prazer como ausência de dor (física e mental) e, portanto, o prazer pode apenas aumentar até o ponto em que a dor está ausente.  Além disso, o prazer não pode aumentar ainda mais, e de fato não se pode racionalmente buscar prazer corporal além do estado de aponia.
Para Epicuro, a "aponia" era um dos prazeres estáticos (katastematic), isto é, um prazer que se tem quando não há dor ou esta foi removida. Para alcançar um estado tal, tem de se experimentar os prazeres cinéticos, isto é, o prazer que se tem quando a dor está sendo removida.